# Shūkan Shōnen Jump
La Shūkan Shōnen Jump (週刊少年ジャンプ) és una revista de manga shonen publicada setmanalment al Japó per Shueisha com a part de la línia de revistes Jump.
És la revista de manga més venuda, així com una de les més antigues que encara es publiquen. El primer número fou publicat l'1 d'agost de 1968. Els mangues publicats dins la revista estan orientats a un públic masculí jove, i solen contenir elements d'acció, aventures i comèdia. Els capítols de les obres són recopilats i publicats en volums amb el segell "Jump Comics" cada dos o tres mesos.
La revista es publica traduïda als Estats Units, el Canadà (Weekly Shonen Jump), Alemanya (Banzai!), i Suècia; les versions internacionals no tenen tots els títols publicats a la versió original, sinó només les obres més populars. Algunes de les sèries més populars com Bola de Drac, One Piece, Naruto i Bleach han estat traduïdes al català. Les adaptacions a anime de les obres Dr. Slump, Musculman, Yu Yu Hakusho i Slam Dunk foren doblades al català i emeses al 3xl.net.

## Història
La revista va ser publicada per primer cop per Shueisha l'any 1968 com a competència de les llavors molt exitoses revistes Shonen Magazine i Shonen Sunday. Durant la seva millor època, els anys 90, la Weekly Shonen Jump mantenia una venda de 6 milions per cada número. Durant els últims anys s'ha reduït a 3 milions. Els mangues serialitzats en aquesta revista han estat traduïts i redistribuïts en aquells països on no es ven la revista, com Corea del Sud, Hong Kong, Taiwan (Formosa Youth), i Tailàndia.
També hi ha un gran nombre de videojocs basats en les sèries de la revista, entre ells dos videojocs que recullen tots els personatges principals de les sèries de més èxit anomenats Famicon Jump (per la consola Nintendo) i dos altres més recents anomenats Jump Superstars i Jump Ultimate Stats (publicats per la consola Nintendo DS).

## Mangues publicats actualment
| Manga | Mangaka                         | Any  |
| --- | ------------------------------- | ---- |
| One Piece (ONE PIECE) | Eiichirō Oda                    | 1997 |
| Hunter × Hunter (HUNTER×HUNTER)                                                                                                  | Yoshihiro Togashi               | 1998 |
| Nisekoi (ニセコイ) | Naoshi Komi                     | 2011 |
| Haikyū!! (ハイキュー!!) | Haruichi Furudate               | 2012 |
| Saiki Kusuo no Ψ-nan (斉木楠雄のΨ難)                                                                                             | Shuichi Aso                     | 2012 |
| Shokugeki no Soma (食戟のソーマ)                                                                                                 | Tsukuda Yūto & Saeki Shun       | 2012 |
| World Trigger (ワールドトリガー)                                                                                                 | Daisuke Ashihara                | 2013 |
| Hinomaru Sumō (火ノ丸相撲) | Kawada                          | 2014 |
| Boku no Hero Academia (僕のヒーローアカデミア)                                                                                   | Kouhei Horikoshi                | 2014 |
| Black Clover (ブラッククローバ)                                                                                                  | Yūki Tabata                     | 2015 |
| Yuragisou no Yuuna-san (ゆらぎ荘の幽奈さん)                                                                                      | Tadahiro Miura                  | 2016 |
| Kimetsu no Yaiba (鬼滅の刃) | Koyoharu Gotouge                | 2016 |
| Boruto: Naruto Next Generations (BORUTO-ボルト- -NARUTO NEXT GENERATIONS-)                                                       | Mikio Ikemoto & Ukyou Kodachi   | 2016 |
| Yakusoku no Neverland (約束のネバーランド)                                                                                       | Posuka Demizu & Kaiu Shirai     | 2016 |
| Boku-tachi wa Benkyō ga Dekinai (ぼくたちは勉強ができない)                                                                       | Taishi Tsutsui                  | 2017 |
| Dr. Stone (Dr.STONE) | Riichirō Inagaki & Boichi       | 2017 |
| Act-Age (アクタージュ act-age)                                                                                                   | Tatsuya Matsuki & Shiro Usazaki | 2018 |
| Jujutsu Kaisen (呪術廻戦) | Gege Akutami                    | 2018 |
| Sōgō Jikan Jigyōgai-sha Daiyō Torishimariyaku Shachō Senzoku Hisho Tanaka Seiji (総合時間事業会社代表取締役社長専属秘書田中誠司) | Keiji Amatsuka                  | 2018 |
| Alice to Taiyō (アリスと太陽) | Takahide Totsuno                | 2018 |
| Shishunki Renaissance! David-kun (思春期ルネサンス！ダビデ君)                                                                    | Seishin Kurōki                  | 2018 |
| Jimoto ga Japan (ジモトがジャパン)                                                                                               | Seiji Hayashi                   | 2018 |

## Llista de sèries destacades

### 1970s
- Harenchi Gakuen (1968-1972, Gō Nagai)
- Kōsoku ESPer (1969-1970, Leiji Matsumoto)
- Dokonjō Gaeru (1970-1976, Yasumi Yoshizawa)
- Lion Books (1971-1972, Osamu Tezuka)
- Mazinger Z (1972-1973, Gō Nagai)
- KochiKame (1976-2016, Osamu Akimoto)
- COBRA (1978-1984, Buichi Terasawa)
- Kinnikuman (1979-1987, Yudetamago)

### 1980s
- Dr. Slump (1980-1984, Akira Toriyama)
- Captain Tsubasa (1981-1988, Yōichi Takahashi)
- Hokuto no Ken (1983-1988, Tetsuo Hara, Buronson)
- Dragon Ball(Bola de Drac) (1984-1995, Akira Toriyama)
- Sakigake!! Otokojuku (1985-1991, Akira Miyashita)
- Saint Seiya (1986–1990, Masami Kurumada)
- JoJo no Kimyō na Bōken (1987–Actualitat, Hirohiko Araki)
- Rokudenashi Blues (1988-1997, Masanori Morita)
- Magical Taruruuto-kun (1988-1992 Tatsuya Egawa)
- Video Girl Ai (1989-1992, Masakazu Katsura)

### 1990s
- Jungle no Ōja Tā-chan (1990-1995, Masaya Tokuhiro)
- Slam Dunk (1990-1996, Takehiko Inoue)
- Yū Yū Hakusho (1990-1994, Yoshihiro Togashi)
- Kyūkyoku!! Hentai Kamen (1992-1993 Keishuu Ando)
- Ninku (1993-1994, Kōji Kiriyama)
- Jigoku Sensei Nūbē (1993-1999, Makura Shō, Takeshi Okano)
- Hareluya II Boy (1992-1999, Haruto Umezawa)
- Rurouni Kenshin (1994-1999, Nobuhiro Watsuki)
- Midori no Makibao (1994-1998, Tsunomaru)
- Yu-Gi-Oh! (1996-2004, Kazuki Takahashi)
- I''s (1997-2000, Masakazu Katsura)
- Seikimatsu Leader den Takeshi! (1997-2002, Mitsutoshi Shimabukuro)
- One Piece (1997-Actualitat, Eiichiro Oda)
- Hunter x Hunter (1998-Actualitat, Yoshihiro Togashi)
- Shaman King (1998-2004, Hiroyuki Takei)
- Hikaru no Go (1999-2003, Yumi Hotta i Takeshi Obata)
- Tennis no Ōjisama (1999-2008, Konomi Takeshi)
- Naruto (1999-2014, Masashi Kishimoto)

### 2000s
- Black Cat (2000-2004, Kentaro Yabuki)
- Bleach (2001-2016, Tite Kubo)
- Bobobo-bo Bo-bobo (2001-2007, Yoshio Sawai)
- Eyeshield 21 (2002-2009, Riichiro Inagaki, Yusuke Murata)
- Ichigo 100% (2002-2005, Mizuki Kawashita)
- Gintama (2003-2018, Hideaki Sorachi)
- Death Note (2004-2006, Tsugumi Ohba, Takeshi Obata)
- D.Gray-man**  (2004-Actualitat, Katsura Hoshino)
- Katekyō Hitman Reborn! (2004-2012, Akira Amano)
- Muhyo to Rōjī no Mahōritsu Sōdan Jimusho (2004-2008, Yoshiyuki Nishi)
- Majin Tantei Nōgami Neuro (2005-2009, Yūsei Matsui)
- Taizō Mote King Saga (2005-2007, Dai Amon)
- To Love-Ru (2006-2009, Saki Hasemi, Kentaro Yabuki)
- Blue Dragon RalΩGrad (2007, Tsuneo Takano, Takeshi Obata)
- Sket Dance (2007-2013, Kenta Shinohara)
- Psyren (2007-2010, Toshiaki Iwashiro)
- Bakuman (2008-2012, Tsugumi Ohba, Takeshi Obata)
- Nurarihyon no mago (2008-2013, Hiroshi Shiibashi)
- Toriko (2008-2016, Mitsutoshi Shimabukuro)
- Kuroko no Basket (2008-2014, Tadatoshi Fujimaki)
- Beelzebub (2009-2014, Ryūhei Tamura)
- Medaka Box (2009-2013, Nisio Isin, Akira Akatsuki)

### 2010s
- Nisekoi (2011-2016, Naoshi Komi)
- Ansatsu Kyōshitsu (2012-2016, Yūsei Matsui)
- Haikyū!! (2012-Actualitat, Furudate Haruichi)
- Saiki Kusuo no Psi-nan (2012-2018, Shuichi Asou)
- Shokugeki no Sōma (2012-Actualitat, Tsukuda Yūta)
- World Trigger (2013-Actualitat, Daisuke Ashihara)
- Hinomaru Zumō (2014-Actualitat, Kawada)
- Boku no Hero Academia (2014-Actualitat, Kōhei Horikoshi)
- Black Clover (2015-Actualitat, Yūki Tabata)
- Sesuji wo Pin! to: Shikakou Kyougi Dance-bu e Youkoso (2015-2017, Takuma Yokota)
- Samon-kun wa Summoner (2015-2017, Shun Numa)
- Yuragi-sō no Yūna-san (2016-Actualitat, Tadahiro Miura)
- Guardians de la nit (2016-Actualitat, Koyoharu Gotouge)
- Boruto: Naruto Next Generations (2016-Actualitat, Ukyō Kodachi & Mikio Ikemoto)
- Yakusoku no Neverland (2016-Actualitat, Kaiu Shirai & Posuka Demizu)
- Boku-tachi wa Benkyō ga Dekinai (2017-Actualitat, Taishi Tsutsui)
- Dr. Stone (2017-Actualitat, Riichirō Inagaki & Boichi)
- Act-Age (2018-Actualitat, Tatsuya Matsuki & Shiro Usazaki)
- Jujutsu Kaisen (2018-Actualitat, Gege Akutami)